# Surungusungo
Surungusungo es el título del octavo álbum de la agrupación Velosa y Los Carrangueros, y el vigésimo en la trayectoria discográfica de Jorge Velosa lanzado al mercado en el año 2005 bajo la licencia MTM. Fue considerado el quinto mejor álbum colombiano del año 2005 por la Revista Semana.

## Lista de canciones
1. Mi compadre chulo · (copla tradicional / Velosa) – 3:48 (merengue carranguero)
2. Me conformo con mirarte · (Velosa) – 3:09 (rumba ligera)
3. Amorcito de mi vida · (copla tradicional / Velosa) – 3:31 (merengue carranguero)
4. Qué mujer más bella ella · (Velosa) – 2:45 (rumba corrida)
5. Por querer una puentana · (Velosa \ guabina del folclore) – 3:26 (merengue guabinado)
6. Solecito sabanero · (Velosa) – 3:18 (merengue joropeado)
7. El jualandrés · (copla tradicional / Velosa) – 2:37 (rumba ligera)
8. La bonirritica · (Velosa) – 2:58 (merengue carranguero)
9. Por un beso que me dites · (copla tradicional / Velosa) – 2:38 (merengue chiguano)
10. La flor de un día · (Velosa) – 3:19 (rumba corrida)
11. No te quiero por lo bonita · (copla tradicional / Velosa) – 2:50 (merengue carranguero)
12. La carranga es libertad · (Velosa) – 4:07 (merengue arriao)
13. Mi burritorrito · (Velosa) – 3:09 (merengue juguetón)
14. Los latinajos · (Velosa) – 3:18 (rumba menoreada)
15. Pregúntale a los luceros · (dichos populares / Velosa) – 2:33 (merengue arriao)
16. Qué solita está mi tierra · (Velosa) – 2:14 (bambuco merengueado)

## Músicos
- Jorge Velosa – primera voz, riolina, guacharaca
- Jorge González Virviescas – requinto, coros.
- Fernando Rivas – guitarras, voz.
- Manuel Cortés González – tiple, coros.

## Créditos
- Arreglos: J.Velosa, J.González, J.F.Rivas y M.Cortés.
- Edición y producción: Jorge Luis Velosa.
- Grabación: Estudio 501, Bogotá
- Mezcla: Ricardo Gómez, J.Velosa y J.González.
- Diseño: Marta Rojas.
- Fotografías: Carlos Lema.
- Corrección de estilo: Emma Ariza.